# Летанг, Алан
Алан Лета́нг (англ. Alan Letang; 4 сентября 1975, Ренфру, Онтарио, Канада) — канадско-хорватский хоккеист, защитник. В настоящее время является ассистентом тренера в клубе «Оуэн-Саунд Аттак», которая выступает в хоккейной лиге Онтарио (англ. OHL).

## Статистика
| Легенда | Легенда                    | Легенда | Легенда                   | Легенда | Легенда    |
| ------- | -------------------------- | ------- | ------------------------- | ------- | ---------- |
| И       | Количество проведённых игр | Штр     | Штрафное время            | +/−     | Плюс-минус |
| Г       | Голы                       | П       | Голевые передачи          | О       | Очки       |
| -       | Статистика неизвестна      | —       | Статистика не учитывалась |         |            |

## Достижения
| Год              | Команда     | Достижение           | Достижение |
| ---------------- | ----------- | -------------------- | ---------- |
| 2012, 2014, 2015 | Медвешчак-2 | Чемпион Хорватии (3) |            |

| Год  | Команда  | Достижение                                                 |
| ---- | -------- | ---------------------------------------------------------- |
| 2014 | Хорватия | Лучший защитник группы В Первого дивизиона чемпионата мира |